# Flughafen Dschāzān

i7
i11
i13
Der Flughafen Dschāzān (auch Flughafen König Abdullah bin Abdulaziz, arabisch مطار الملك عبد الله بن عبد العزيز, DMG Maṭār al-Malik ʿAbd Allāh b. ʿAbd al-ʿAzīz, IATA-Code: GIZ, ICAO-Code: OEGN) liegt im Südwesten Saudi-Arabiens, etwa vier Kilometer östlich der Stadt Dschāzān, der Hauptstadt der gleichnamigen Provinz. Es ist der südlichste Flughafen des Königreiches und liegt unweit der Grenze zum Jemen.
Der Flughafen Dschāzān liegt auf einer Höhe von nur 6 m und wurde im Jahr 1978 eröffnet. Es werden unter anderem Kairo, Dubai und Riad angeflogen; außerdem wird er militärisch genutzt.
Durch seine Nähe zum Jemen ist der Flughafen im Laufe des Huthi-Konflikts mehrfach zum Ziel von Angriffen geworden, da Saudi-Arabien die Regierung des Jemen im Kampf gegen die Huthi-Rebellen unterstützt, welche deshalb versuchen, strategische (militärische) Infrastruktur in Saudi-Arabien zu attackieren. Bei den durch Drohnen durchgeführten Angriffen kam es mehrfach zu Verletzten und materiellen Schäden.